# Польсько-чехословацькі прикордонні конфлікти

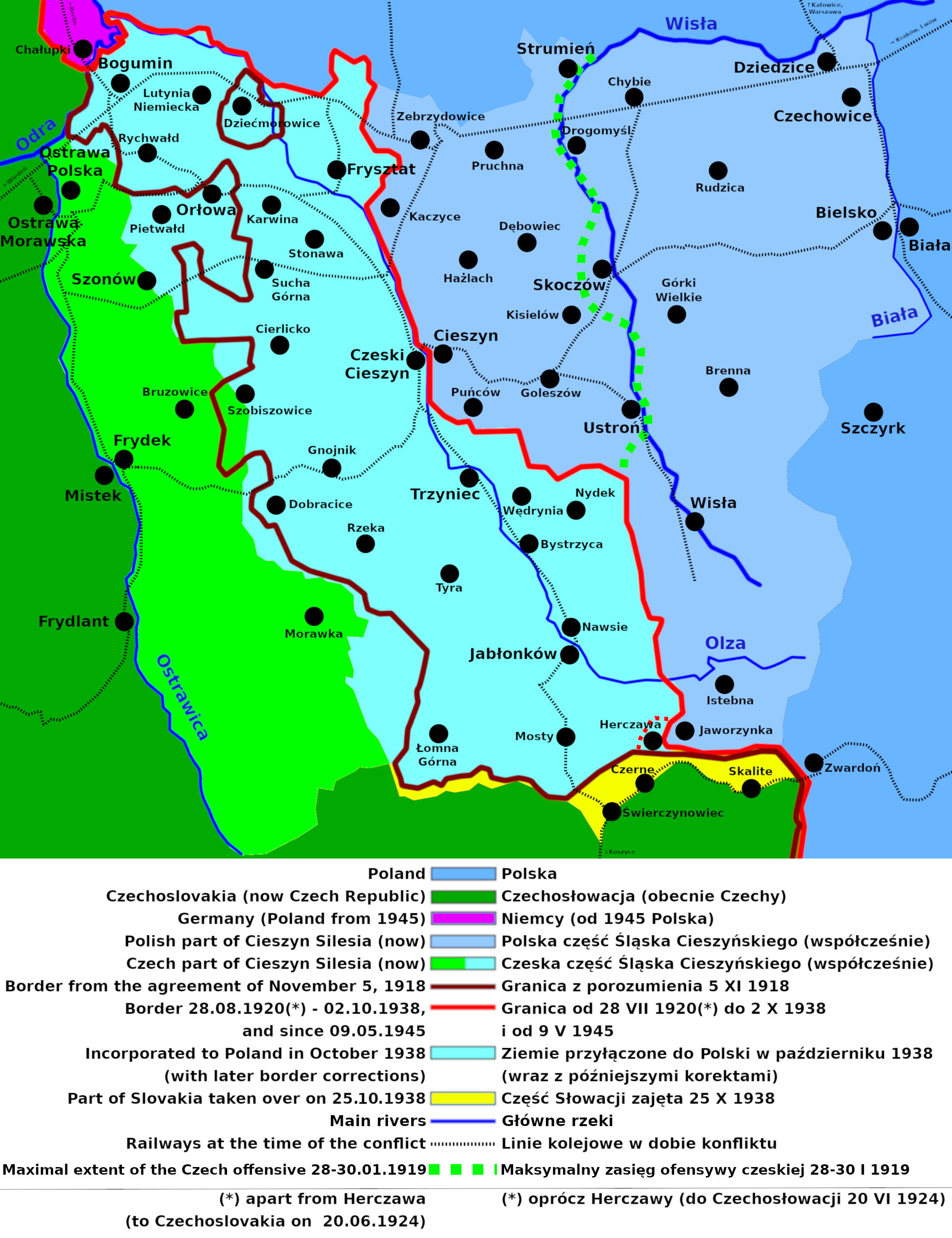
Карта спірних територій в Цешинській Силезії. Легенда: сучасний кордон (червона смуга), демаркаційна лінія 1018 року (темно-червоним)

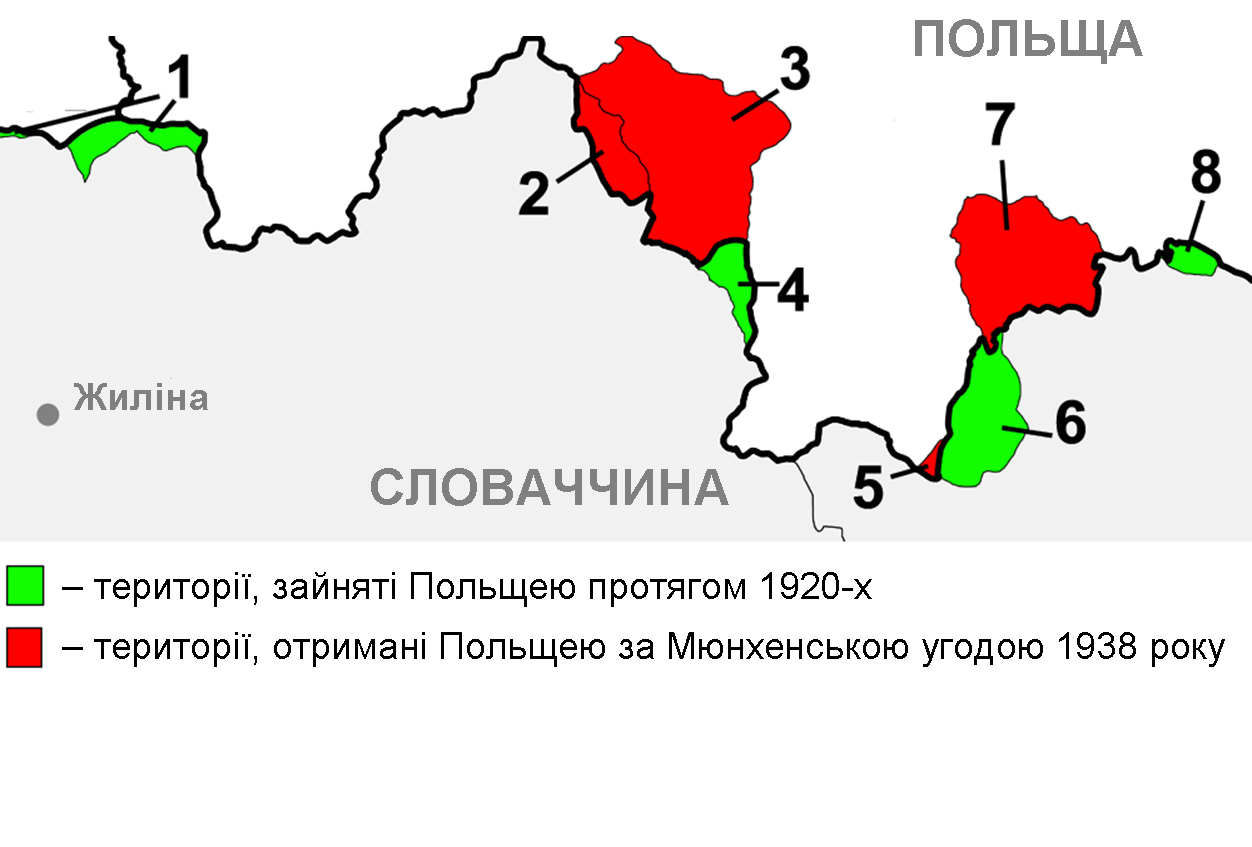
Карта спірних територій на кордоні Словаччини та Польщі. Легенда: червоний — територія, яка була втрачена Чехословаччиною та увійшла до складу Польщі Зелений — територія, яка увійшла до складу Чехословаччини. 1 — Скаліте (з 2 жовтня 1938 р. по 21 листопада 1939 р. належала Польщі); 2 — Ліпниця-Велька (1918 — 12.03.1924 частина Словаччини, приєднана до Польщі в обмін на села Гладівка та Суха Гора (№ 4)); 3 — Яблонка (з 1918 по 21 листопада 1939 р. і після 20 травня 1945 р. у складі Польщі); 4 — Гладовка і Суха Гора, з 1918 р. по 12 березня 1924 р. у складі Польщі, передані в Словаччину в обмін на Ліпницю-Вельку (№ 3); 5 — частина схилу під Ришмі, що у 1902 р. стала угорсько-австрійською територією, тепер Польща; 6 — Татранська Яворина у 1918—1919 рр. у Польщі, з 28 липня 1920 р. до 1 грудня 1938 р. на території с. Чехословаччина 1 грудня 1938 р. — 21 листопада 1939 р. в с. Польщі, з 21 листопада 1939 р. Чехословаччина 7 — північно-західний Спиш (Польський Спиш), частина Угорщини до 1918, з 1918 до 21 листопада 1939 р. і після 20 травня 1945 р. частина Польщі 8 — Лесниця в 1918—1919 рр. Польща, 1920—1938 Словаччина, з 1 грудня 1938 до 21 листопада 1939 р. Польща; тепер Словаччина

Польсько-чехословацькі прикордонні конфлікти — прикордонні конфлікти, що розпочались у 1918 році з постанням незалежних Польської і Чехословацької держав. Суперечки відбувались щодо прикордонних регіонів: Цешинська Сілезія, Орава і Спиш. Після завершення Другої світової війни суперечки позширилась також на міста Клодзько і Ратибор, які до 1945 року належали Німеччині. У 1919 році конфлікт призвів до недовгочасної Польсько-чехословацької війни, а остаточно прикордонні суперечки були врегульовані в 1958 році договором між Польщею і Чехословаччиною.

## До Першої світової війни
Перед Першою світовою війною Спиш і Орава були багатонаціональними областями. Мешканці найбільш північних частин обох земель були в основному гуралі, чий діалект і одяг були у багатьох відношеннях подібні до підгалльських гуралів. Інший анклав гуралів був розташований у окрузі Чадця. В кінці XIX століття туризм у Татрах став вельми популярним серед поляків і подгальський фольклор був сильно романтизований письменниками і художниками. Через свою архаїчну польську основу, гуральські діалекти стали популярним об'єктом студій лінгвістів, які вивчають історію польської мови.
В результаті, наприкінці XIX сторіччя польські інтелектуали вважали гуральські діалекти Спишу і Орави різновидами польської мови, незалежно від фактичної національної свідомості їхніх мешканців (або відсутності такої). Фактично, національний рух словацької мови в цих областях був давнішим і сильнішим, ніж польський. Виключенням була північно-східна Орава, з прибуттям польських або вихованих польською мовою священиків в місцевих католицьких парафіях і деякому впливу польськомовної газети Gazeta Zakopiańska з сусіднього Подгалє.

## Прикордонний конфлікт в Спиші і Ораві
Включення Спишу і Орави в нову державу Чехословаччину вітали не всі їхні мешканці. На початку листопада 1918 року в Яблонці (Орава) була заснована Національна рада поляків у верхній Ораві, а у Старій Любовні (Спиш) про-польська Списька народна рада. Обидві організації були в контакті з Закопанською республікою, короткотривалою польською державою в Підгаллі, президентом якої був Стефан Жеромський. 6 листопада 1918 польські сили вступили в Спиш, але після поразки в Кежмароці, а також через тиск Антанти 7 грудня 1918 відступили.
Проте у червні 1919 року поляки знову атакували і захопили північний Спиш, а також північну Ораву. У Спиші вони вимагали всю північну половину краю, включно з долиною Попраду. Війська були виведенні після підписання договору з Варшавою в січні 1919. Обидва уряди обіцяли провести плебісцити в селах в північному Спиші і північно-східній Ораві з питанням: чи люди хочуть жити в Польщі або в Чехословаччині, плебісцит не відбувся і обидва уряди погодились на арбітраж.
У Польщі питання просувалось Польською громадою Татр і пізніше Національним комітетом захисту Спишу, Орави, Градци і Подгалє, заснованим у Кракові під проводом Казімежа Пшерва-Тетмаєра, популярного письменника, відомого його історіями в Татрах і гуральським фольклором. Завдяки його творчості конфлікт бачився як польсько-чеський, а не польсько-словацький. Комітет організував делегацію, чиї члени — Фердинанд Мачай, священик народжений в Яблонці (Орава), Петро Боровий з Рабче (Орава) і Войцех Галзин з Ландеку (Спиш) поїхали до Парижу за для особистої аудієнції з Томасом Вудро Вільсоном.

## Прикордонний конфлікт в Цешинській Сілезії

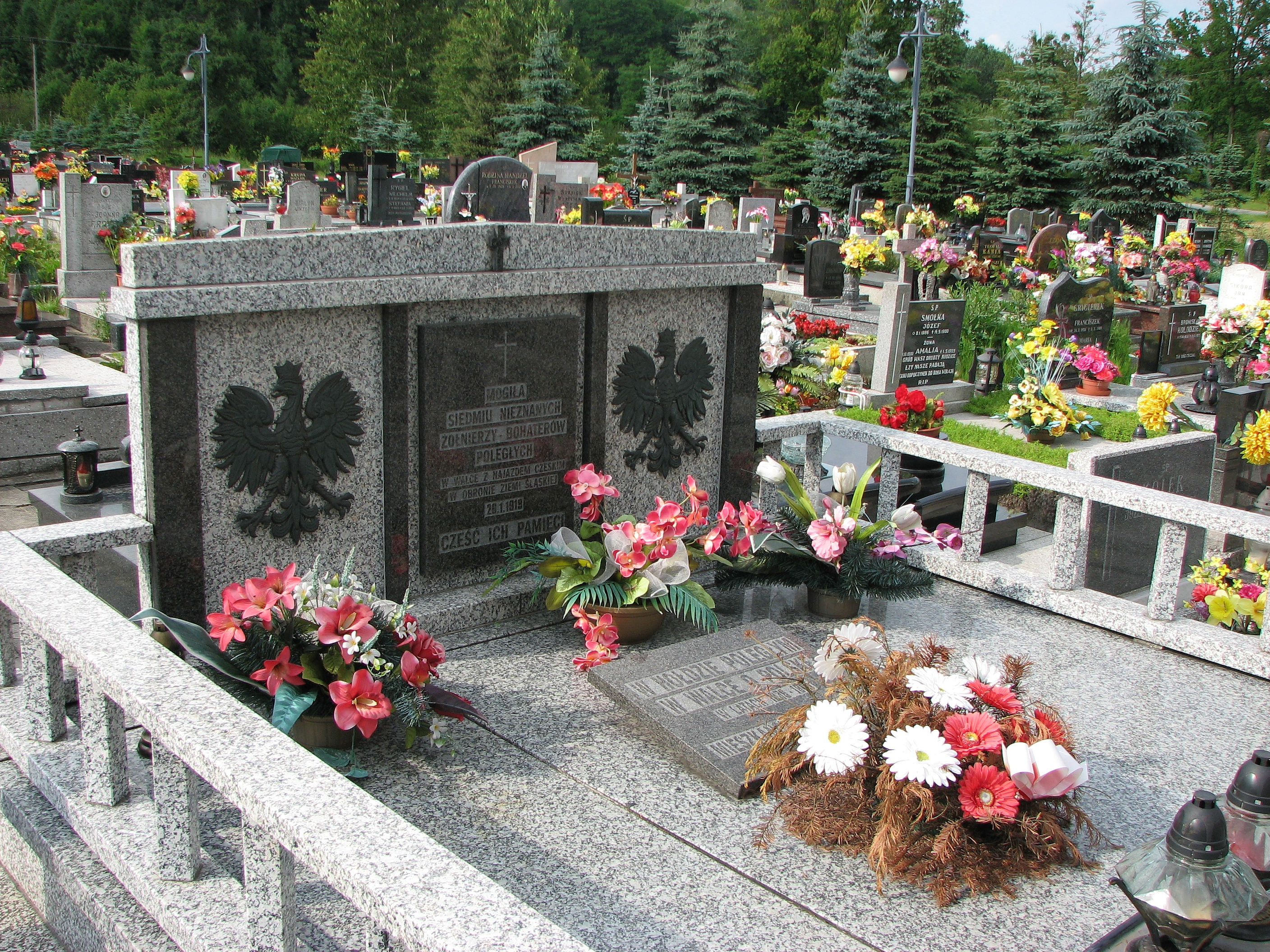
Меморіал полякам, що загинули під час Польський-чеського конфлікту в Зебжидовіце Чеська Сілезія у 1919

Після І Світової війни, територіальна суперечка між Польщею і Чехословаччиною вибухнула в Цешинській Сілезії. Щоб зменшити напругу, після краху Австро-Угорської імперії регіональні органи, що представляли дві національності, польська Rada Narodowa Księstwa Cieszyńskiego і чеська Národní výbor pro Slezsko узгодили тимчасові межі. Ця угода мала бути ратифікованою центральними урядами двох республік.
Чеська сторона будувала свою аргументацію на історичних, економічних і стратегічних причинах, в той час як Польща базувала свою аргументацію на етнічній приналежності спірних територій.  Регіон Цешинської Силезії був частиною Богемського королівства з 1339 року. йшла Через цю територію йшла залізниця з Чехії до східної Словаччини (Кошице-Богумінська залізниця) і доступ до залізниці був надважливим для нещодавно утвореної Чехословаччини, яка перебувала у стані війни з Бела Куном, революціонером Угорської Радянської Республіки, який намагався відновити угорський суверенітет над Словаччиною. Область — також багата на кам'яне вугілля, і це був найбільш високоіндустріалізований регіон всієї Австро-Угорщини. Важливі Тріннецькі сталеплавильні заводи також розміщенні тут. Всі вони підняли стратегічну важливість цього регіону для Чехословаччини. З іншого боку, більшість населення були поляками, з істотними чеськими і німецькими меншинами.
5 листопада 1918 р. уряди Польщі та Чехословаччини порозумілися щодо вирішення проблемного питання кордону Цешинської області. Внаслідок договору значні території із переважно польським населенням відійшли Польщі, проте міста Фриштат та інші економічно важливі регіони — до Чехословаччини (26 із 36 вугільних шахт опинилися під чехословацьким контролем). Було зазначено тимчасовий характер угоди, що підлягала перегляду.
Чехословацький уряд в Празі попросив, щоб поляки припинили свою підготовку до національних парламентських виборів в області, яка була визнана польською в тимчасовій угоді, оскільки ніяке суверенне право не мало виконуватися в спірних областях. Польський уряд не пішов на поступки і чеська сторона вирішила зупинити підготовку силою. 23 січня чеські війська ввели в область, керовану польським тимчасовим урядом. Чеські війська взяли гору над слабкішими польськими підрозділами, бойові зіткнення призвели до втрат в 200 осіб з обох сторін та приблизно 1000 осіб поранених. Поряд із необхідністю протистояння польській армії, чехословацькі збройні сили наштовхнулися на масовий збройний спротив місцевого цивільного населення. Більшість польських військ у той час були зайняті боротьбою з ЗУНР у Східній Галичині (на фоні Радянсько-польської війни, що спалахнула 28 січня 1919 р.). Антанта примусила Чехословаччину зупинити агресію, і 3 лютого, 1919 в Парижі Чехословаччина з Польщею були змушені підписати нову лінію демаркації. Було також узгоджено сферу компетенції новоствореної контрольної комісії за участю всіх держав, що брали участь у перемовинах (представниками яких виступали В. Вільсон, Д. Ллойд-Джордж, В. Е. Орландо, Ж. Клемансо та Е. Бенеш, Р. Дмовські), першочерговим завданням якої було недопущення ескалації конфлікту та визначення подальшої долі регіону. 25 травня 1919 р. у Празі відбулась зустріч Т. Масарика та І. Я. Падеревського, на якій перший вимагав від імені чехословацького уряду перегляду домовленостей та надання Чехословаччині чергових регіонів, останній у свою чергу відмовлявся будь-яким чином офіційно визнавати легітимною військову агресію Чехословаччини взимку 1919 р.
Переговори у Кракові 21-27 липня 1919 р. також не призвели до відчутних змін. На фоні активізації на спірних територіях терористичної діяльності Польської військової організації країни-учасниці Антанти (США, Велика Британія, Італія) та конфліктуючі сторони домовились 10 вересня 1919 р. щодо вжиття заходів по проведенню місцевого плебісциту з метою подальшого визначення долі територій. Польський уряд більш активно лобіював такий варіант подій, зважаючи на переважну більшість польського населення в Цешинській області. Франція, беручи до уваги свій вплив на території Чехословаччини, не висловила своєї підтримки союзникам по Антанті і надалі постійно відкладала проведення плебісциту та перешкоджала його проведенню на території Польщі, чекаючи на сприятливіші політичні обставини.
Завершальна лінія була узгоджена на Конференції у Спа в Бельгії. 28 липня, 1920 року західна частина спірної території, була передана Чехословаччині, створивши Заолжя з істотною польською меншиною в Чехословаччині, тоді як Польща отримала східну частину.

## Переговори 1920-1924 років
Згідно з рішеннями Паризької мирної конференції, в 1920 році Польща отримала Спиш; (зокрема регіон навколо Яворини). Фактично сучасні межі були встановлені конференцією послів у Спа (Бельгія) 28 липня 1920: Едвард Бенеш погодився передати Польщі 13 селищ (Нова Бяла (Nowa Biała), Юрґув (Jurgów) і Недзиця (Niedzica), 195 км², з населенням 8747 осіб) в північно-західному Спиші і 12 селищ в північно-східній Ораві (навколо Яблонки (Jabłonka); 389 км²; з населенням 16133 осіб), Чехословацька влада офіційно наголошувала, що мешканці розмовляють словацькою, але поляки стверджували, що вживаний там діалект є польською мовою.
Польський уряд не був задоволений цим результатом. Конфлікт був вирішений Радою Ліги Націй (Міжнародний судовий Орган) 12 березня 1924, яка вирішила, що Чехословаччина повинна зберегти територію Яворини і Ждяра і який спричинив (у тому ж році) за собою додатковий обмін територій в Ораві — територія Нижньої Ліпниці (Nižná Lipnica) перейшла до Польщі, територія навколо Сухої Гори і Гладовки перейшли до Чехословаччини. Нові межі були підтверджені Польсько-Чехословацьким Договором 24 квітня 1925 й ідентичні сучасними кордонам.

## Мюнхенська угода (1938)

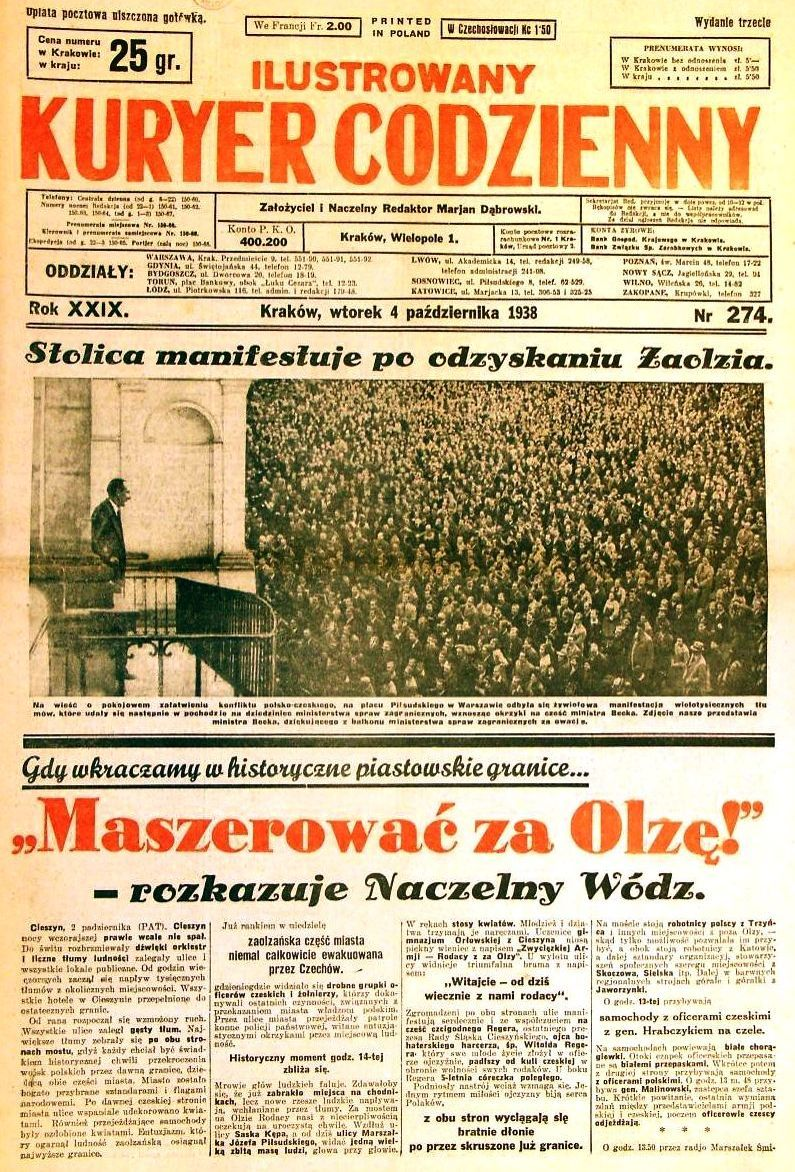
«Марш за Ользу!» — наказує Верховний лідер (титульна сторінка польського щоденника Ilustrowany Kuryer Codzienny від 4 жовтня 1938 р.)

В 1938 році згідно з Мюнхенською угодою від 30 вересня 1938 року спірні території в Цешинській Сілезії (Заолжя — 1000 км²) мали перейти до Польщі. 
У жовтні 1938 року Польща також зайняла спірні північні частини Орави (Суха Гора і Гладовка), Спишу (Яворина) і крім того територію навколо Лесниці в П'єнінах, маленьку область біля Скаліте і деякі інші дуже маленькі терени на кордоні (Польща офіційно отримала території 1 листопада 1938 р.)
В 1939 році, після початку Другої світової війни ці території були окуповані Третім Рейхом (Заолжя) та її союзником, маріонетковою Словацькою республікою (Орава і Спиш).

## Друга світова війна (1939-1945)
С початком Другої світової війни Словацька республіка, що була сателітом Третього Рейху під час Словацького вторгненнення у Польщу окупувала території втрачені в 1938 році, а також анексувала території, «втрачені» в 1920—1924 роках. Ця повторна анексія трапилася в жовтні 1939 роки (офіційно затверджена 24 листопада 1939), коли словаки підтримали напад нацистської Німеччини на Польщу у вересні 1939. Анексія цих територій маріонетковою словацькою державою зберегла їх населення від терору нацистської Німеччини, що був у Генеральній губернії, поки Словаччина не погодилась взяти участь у Голокості, але навіть потім геноцид був направлений виключно проти євреїв, а не проти поляків.
Після Другої світової війни Чехословаччина заявила, що вважає межами держави ті, що існували до Мюнхенської угоди, таким чином відмовляючись від територій, відторгнених Словацькою державою від Польщі у 1939 році. 20 травня 1945 року в Трстені було підписано угоду про повернення цих територій Польщі, і чехословацькі прикордонники повернулися на домюнхенський кордон, незважаючи на протести місцевого населення, яке не бажало переходу до польського підданства.
У січні 1945, ці території були звільнені радянською Червоною Армією. Мешканці Орави і Спишу (тобто, зокрема територій, «втрачених» в 1920—1924) не мали бажання приєднатись до Польщі, а Словаччина припинила існувати як незалежна держава. Чехословацький Президент Бенеш, проте, вирішив передати території, що були надбанні протягом Другої світової війни (тобто північний Спиш і північну Ораву) до Польщі знову.

## Наслідки
Після Другої світової війни Чехословаччина заявила, що вважає межами держави ті, що існували до Мюнхенської угоди, таким чином відмовляючись від територій, відторгнених Словацькою державою від Польщі у 1939 році. 20 травня 1945 року в Трстені було підписано угоду про повернення цих територій Польщі, хоча словаки зробили списки виборців на цих територіях, що виступали на користь Чехословаччини. Було багато протестів у формі делегацій, що відвідували президента, петиції до Праги і Польщі, протестів Американських словаків і протестів словацького духівництва. 
17 липня 1945 року польські війська знову зайняли північну Ораву і Спиш, що перейшли Польщі після Мюнхенської угоди. Відбулися грабежі, вигнання і переслідування словаків в анексованих регіонах. А також озброєні сутички і вбивства відбувались в деяких селах наступні два роки. Словаки з Польського Спишу зосередженні переважно в новоствореному індустріальному місті Світ біля Попраду, в Кежмарку і в знелюднених німецьких селах (з яких німці були заздалегідь вигнані) біля Кежмарку. Словаки з польської частини Орави зосереджені переважно у Чеській Сілезії, і в знелюднених німецьких селах в чеських землях (Судети).
10 березня 1947 року між Чехословаччиною і Польщею були підписані основні гарантії для словаків у Польщі. В результаті в Польщі були відкриті 41 базова словацька школа і 1 вища. Більшість їх проте були закриті на початку шістдесятих через відсутність словацьких викладачів.
13 червня 1958 року, у Варшаві, дві країни підписали договір, що підтверджував кордон по лінії 1 січня 1938 року

## Сучасність
У 2002 році, Польща і Словаччина зробили деякі подальші незначні коригування кордону.